# Cathédrale Saint-Pierre-Apôtre de Tempio Pausania
La cathédrale Saint-Pierre-Apôtre (italien : cattedrale di San Pietro apostolo ; sarde : crèsia de Santu Pedru apostolo), ou cathédrale de Tempio Pausania, est une église catholique romaine de Tempio Pausania, en Italie. Il s'agit de la cathédrale du diocèse de Tempio-Ampurias.

## Historique
La cathédrale est consacrée en 1219. D'importantes restructurations de l'édifice sont menées entre 1832 et 1839.

## Architecture et décorations

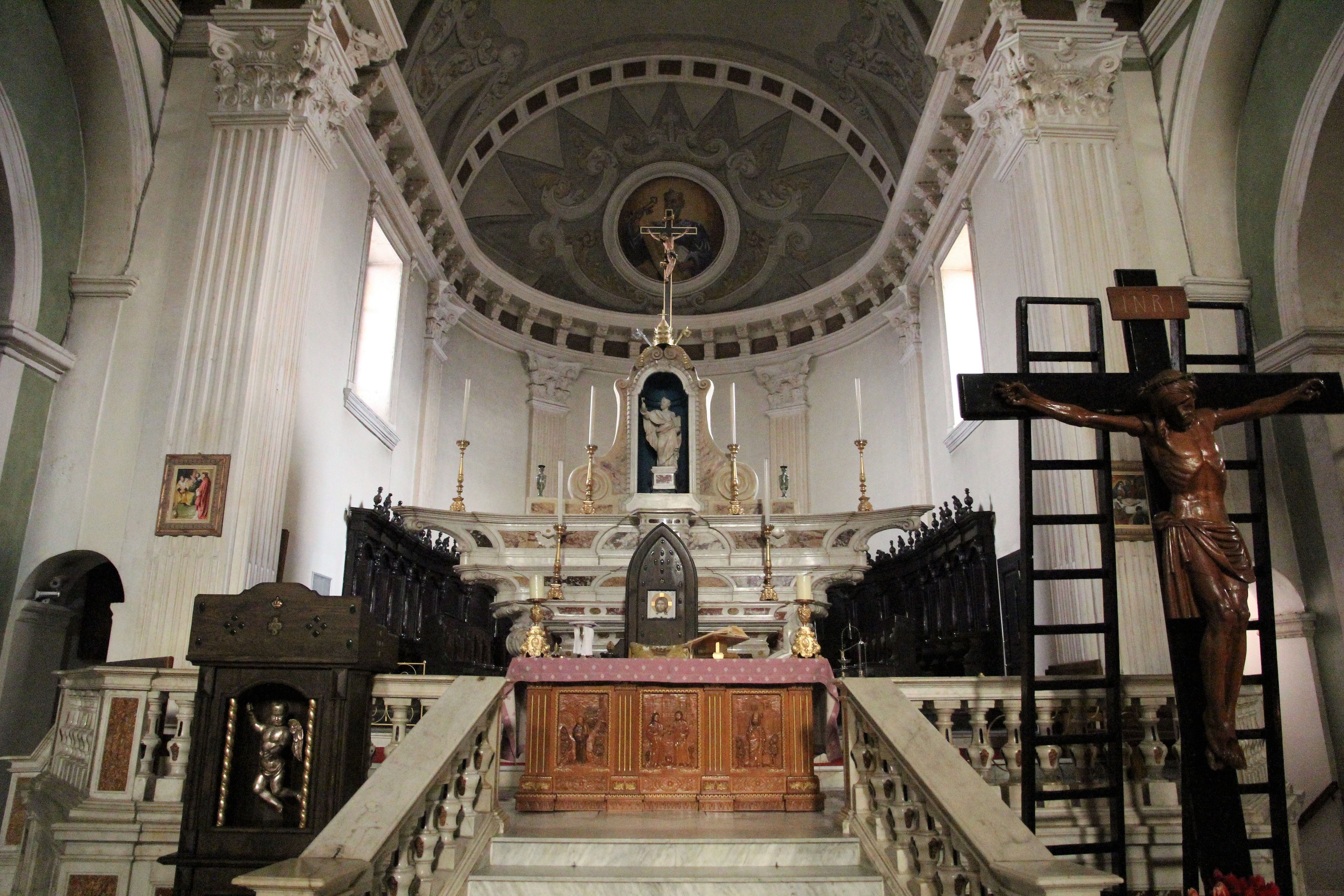
Le maître-autel et l'abside.